# Kaaimanston
Kaaimanston is een dorp in het district Sipaliwini in Suriname. Het ligt aan de Boven-Coppenamerivier. In het dorp wonen marrons van het volk Kwinti.
Kaaimanston en Witagron zijn de enige Kwintidorpen aan de Coppename. Een van de weinige andere dorpen met een Kwinti-bevolking is Heidoti aan de Saramaccarivier.
De bewoners maken alleen gebruik van de natuur in zoverre ze dat nodig hebben. In 2008 zei de secretaris van de granman, Rudi Clemens, dat daardoor het natuurgebied gespaard is gebleven rond de Raleighvallen. Wel is er veel bosbouw in de omgeving, waardoor het intensieve verkeer van trucks met boomstammen in 2021 de aansluitingsweg westwaarts naar de Oost-Westverbinding onbegaanbaar maakte. In 2017 beschadigde een overbeladen truck de Tibitibrug. In 2022 verzocht een delegatie van de Kwinti's president Chan Santokhi om hulp, omdat er negenduizend hectare bos in concessie was gegeven aan derden, zonder dat het traditionele gezag daarin gekend was.
Voor medische zorg kan het dorp sinds 2018 hulp inroepen van een ambulanceboot.
Corneliskondre · Donderskamp · Kaaimanston · Witagron